# آوگرس (میشیگان)
آوگرس، میشیگان (به انگلیسی: Au Gres, Michigan) یک شهر در ایالات متحده آمریکا با جمعیت ۸۸۹ نفر است که در میشیگان واقع شده‌است.

## موقعیت جغرافیایی
موقعیت جغرافیایی شهرها و مناطق اطراف به شرح زیر است: